# Ağaçlık, Muş
Ağaçlık là một xã thuộc thành phố Muş, tỉnh Muş, Thổ Nhĩ Kỳ. Dân số thời điểm năm 2011 là 580 người.